# كوكي مولر
كوكي مولر (بالإنجليزية: Cookie Mueller)‏ هي فنانة أداء وكاتِبة وممثلة أمريكية، ولدت في 2 مارس 1949 في بالتيمور في الولايات المتحدة، وتوفيت في 10 نوفمبر 1989 في نيويورك في الولايات المتحدة بسبب ذات الرئة.

## وصلات خارجية
- الموقع الرسمي
- كوكي مولر على موقع IMDb (الإنجليزية)
- كوكي مولر على موقع قاعدة بيانات الفيلم (الإنجليزية)
- كوكي مولر على موقع كينوبويسك (الروسية)